# Burciszki Małe
Burciszki Małe − dawniej wieś. Obecnie część Góreli na Białorusi, w obwodzie grodzieńskim, w rejonie oszmiańskim, w sielsowiecie Krejwiańce.

## Historia
W czasach zaborów wieś w gminie Graużyszki, w powiecie oszmiańskim, w guberni wileńskiej Imperium Rosyjskiego. W 1905 roku Burciszki i Burciszki Małe liczyły 69 mieszkańców.
W latach 1921–1945 wieś leżała w Polsce, w województwie wileńskim, w powiecie oszmiańskim, w gminie Graużyszki.
W 1931 w 6 domach zamieszkiwało 31 osób.
Wierni należeli do parafii rzymskokatolickiej w Murowanej Oszmiance. Miejscowość podlegała pod Sąd Grodzki w Holszanach i Okręgowy w Wilnie; właściwy urząd pocztowy mieścił się w Graużyszkach.